# Guido Grandi (entomólogo)
Guido Grandi (3 de marzo de 1886, Vigevano - 10 de diciembre de 1970, Bolonia) fue un entomólogo italiano. En 1928 fundó el Instituto de Entomología de la Universidad de Bolonia (l'Istituto di Entomologia dell'Università di Bologna). Todavía en la escuela secundaria, en 1904, publicó su primer trabajo que trata sobre los escarabajos.

## Obra seleccionada
Es autor de más de 250 publicaciones científicas.
- «Gli insetti dei caprifichi». Riv. Biol. 5: 69-90. 1923.
- «Studio morfologico e biologico della Blastophaga psenes (L.)». Boll. Lab. Ent. Bologna 2: 1-147. 1929.
- "Introduzione allo studio dell'Entomologia" (1951),2300 pages.
- "Studi di un Entomologo sugli Imenotteri superiori" (1961), 650 pages
- "Istituzioni di Entomologia generale" (1966), 700 pages